# ماهیان تیرانداز
ماهیان تیرانداز (به لاتین: Macroramphosidae)، (به انگلیسی: snipefishes یا bellowsfishes)، خانواده‌ای از ماهی‌های تخم‌گذار و دریایی هستند که بخشی از بالاخانواده Centriscoidea را تشکیل می‌دهند که یکی از دو بالاخانواده در زیرراسته Aulostomoidei از راسته سوزن‌ماهی‌سانان است که شامل اسب‌های دریایی ، لوله‌ماهی‌ها و شیپورماهی‌ها می‌شود. این یک زیرخانواده از میگوماهیان  در نظر گرفته شده است، اما نلسون (2016) آن را به عنوان یک خانواده طبقه‌بندی کرد. 

## سرده‌ها
در حال حاضر سه سرده وجود دارد که در Macroramphosidae قرار می‌گیرند: 
- Centriscops گیل ، 1862
- ماهی‌های تیرانداز لاسه‌پد، 1803
- Notopogon Regan ، 1914